# 何艷娟
何艷娟（英語：Katherine Ho，1991年10月20日—），曾為無綫電視基本藝人合約女藝員。2014年度香港小姐競選季軍。

## 簡介
何艷娟畢業於聖士提反書院附屬小學、聖士提反書院、香港大學法律系。2013年曾參加《FACE周刊》的USTAR大專校花校草大選，進入10強。 曾參選2014年度香港小姐競選，參選編號為7號，在決賽勇奪季軍，也是當屆最年輕的佳麗。另外，何艷娟還代表香港參選2014年度於東京舉行的國際小姐競選，並揚言要進入三甲。後加入無綫電視，多演出閒角，如在《宮心計2深宮計》中飾演司珍房女史以及在《天命》中飾演妃嬪。

## 個人生活
單親家庭長大的何艷娟入行前於青衣居住，何母來港後與任職裝修工程的何父離異。
2018年7月初，媒體發現何艷娟跟66歲的澳博營運總裁吳志誠正式入紙申請結婚，由於二人年齡相差四十載，被形容是「爺孫戀」。2018年10月由經理人轉為基本藝人合約。
2019年5月1日在社交網絡宣布離婚。之後有報道爆出何艷娟於宣佈離婚前一日與已故知名教育家陳樹渠的55歲長子陳燿璋（Anson）在中環藝穗會的Jazz派對中攬腰接吻，態度親熱，及後發聲明澄清已於結婚同年離婚。
2020年11月底與無綫結束合約。

## 演出作品

### 電視劇（無綫電視）
| 首播         | 劇名              | 角色              |
| 2016年       | 幕後玩家          | Model             |
| 2017至2020年 | 愛·回家之開心速遞 | 龍作蜜 （Vivian） |
| 2018年       | 宮心計2深宮計     | 鶯鶯              |
| 2018年       | 天命              | 如嬪              |
| 2019年       | 丫鬟大聯盟        | 珍珠              |

### 電視劇（中國大陸）
| 首播   | 劇名       | 角色   |
| 2015年 | 警犬與警花 | 林嬌嬌 |

### 參與電視節目列表
2014年
- 8月22日：2014香港小姐預戰沖繩
- 8月24日：2014香港小姐競選準決賽
- 8月27日：今日VIP
- 8月31日：2014香港小姐競選決賽
- 8月31日：香港小姐 傳奇誕生
- 9月20日：星光熠熠耀保良
- 10月20日：創新經典 TVB邁向48年台慶亮燈
- 11月8日：TVB創新經典節目巡禮2015
- 12月10日: 安樂蝸
- 12月22日、12月24日: 姊妹淘

2015年
- 1月19日、2月13日：民峰而至
- 2月7日：Think Big 大明星
- 3月2日、3月4日: 姊妹淘
- 5月21日：港生活‧港享受(Dolce Vita)

2016年
- 8月16日、9月19日: 姊妹淘

2021年
- 8月22日：2021香港小姐競選準決賽

## 曾獲獎項與提名
| 年份   | 獎項                                | 結果 |
| ------ | ----------------------------------- | ---- |
| 2014年 | 2014香港小姐競選 季軍               | 獲獎 |
| 2014年 | 2014年度香港小姐競選 最具智慧美態獎 | 獲獎 |

## 整容傳聞
港媒稱接到讀者投稿，相片於2008年6月何艷娟的英國學校宿舍拍攝，何艷娟本來很不喜歡自己的圓臉單眼皮，還覺得鼻子不夠高，整天都看著范冰冰的照片。當年放完暑假9月再回英國，面型明顯改變成雙眼皮，高鼻及瓜子面。唯何艷娟對傳聞不作回應。

## 相關報道
- 屬「索女組」的7號何艷娟（页面存档备份，存于）
- 候選佳麗中的「法律雙嬌」7號何艷娟14號馮詠雩，同屬高學歷一族（页面存档备份，存于）

## 獎項
| 前任： 劉佩玥 | 香港小姐競選季軍 2014年 | 繼任： 郭嘉文 |

## 外部連結
- 何艷娟的新浪微博
- 何艷娟Katherine Ho的Facebook專頁
- 何艷娟Katherine國際影迷會 新浪微博 （页面存档备份，存于）
- 何艷娟的Instagram帳戶